# Lovasberény
Lovasberény é um município da Hungria, situado no condado de Fejér. Tem 60,62 km² de área e sua população em 2015 foi estimada em 2.583 habitantes.